# Habitatges militars de Figueres
Els Habitatges militars de Figueres és un conjunt d'edificis del municipi de Figueres (Alt Empordà) que formen part de l'Inventari del Patrimoni Arquitectònic de Catalunya.

## Descripció
És un conjunt residencial situat entre el castell de Sant Ferran i el Museu Dalí. Conta de tres blocs de pisos situats en cantonada i en terreny pendent. La façana s'ordena horitzontal en dos registres (inferior o planta baixa amb sòcol rústec de pedra i motllures horitzontals a manera d'encoixinat rústec; les obertures són en arc de mig punt, i quatre portals d'accés. El registre superior comprèn les tres plantes i s'ordena en vertical a partir d'unes suposades pilastres adossades, i a partir d'una alternança de cossos sobresortints del pla de la façana. Hi ha un escut de l'arma d'infanteria al mig de la façana. Conjunt culminat per motllura de fris i cornisa coberta de teules. La coberta de l'edifici és per terrassa. La façana és d'obra vista a excepció dels cossos sortints.

## Història
Està documentat de l'any 1954 la neteja i reurbanització de la zona del Garrigal, on a finals d'aquest mateix any l'Obra Sindical del Hogar va començar la construcció d'un edifici de pisos al futur carrer Tramuntana.